# Balabani (okręg Ardżesz)
Balabani – wieś w Rumunii, w okręgu Ardżesz, w gminie Boteni. W 2011 roku liczyła 208 mieszkańców.